# Domvast
Domvast település Franciaországban, Somme megyében. Lakosainak száma 341 fő (2022. január 1.). Domvast Agenvillers, Brailly-Cornehotte, Canchy, Crécy-en-Ponthieu, Froyelles és Gapennes községekkel határos.

## Népesség
A település népességének változása:
| Lakosok száma | 346  | 348  | 351  | 350  | 350  | 351  | 348  | 345  | 341  |
|               | 2013 | 2015 | 2016 | 2017 | 2018 | 2019 | 2020 | 2021 | 2022 |